# Полежаевка (приток Нюненьги)
Полежаевка — река в России, протекает по Никольскому району Вологодской области. Устье реки находится в 2,8 км от устья реки Нюненьги по левому берегу. Длина реки составляет 12 км.
Исток Полежаевки находится к северу от деревни Полежаево (центра Полежаевского сельского поселения). Река течёт на запад, впадает в Нюненьгу чуть выше посёлка Борок.

## Данные водного реестра
По данным государственного водного реестра России относится к Верхневолжскому бассейновому округу, водохозяйственный участок реки — Унжа от истока и до устья, речной подбассейн реки — Бассей притоков Волги ниже Рыбинского водохранилища до впадения Оки. Речной бассейн реки — (Верхняя) Волга до Куйбышевского водохранилища (без бассейна Оки).
Код объекта в государственном водном реестре — 08010300312110000014474.